# Université de la République
L'université de la République (en espagnol : Universidad de la República, abrégé UdelaR), est l'université d'État de l'Uruguay. Elle est située à Montevideo, et possède deux antennes universitaires, l'une à Salto qui est devenue une Université de plein exercice depuis 2008, et l'autre à Rivera.

## Historique
L'université de la République est la plus grande université du pays, avec plus de 80 000 étudiants. Elle a été fondée le 18 juillet 1849 à Montevideo, où la plupart de ses bâtiments et installations sont toujours situés. Le recteur actuel est l'économiste Rodrigo Arim. L'université abrite 14 facultés et instituts.
Le processus de fondation d'une université d'État a commencé le 11 juin 1833, par le dépôt d'une loi proposée par le sénateur Dámaso Antonio Larrañaga qui fut adoptée. Cette future université prévoyait la création de neuf départements universitaires, notamment les départements de latin, philosophie, mathématiques, théologie et jurisprudence. Le 27 mai 1838, le président Manuel Oribe fait adopter un décret par lequel est créée la Grande Université de la République. Ce décret avait peu d'effets pratiques, étant donné l'instabilité institutionnelle et gouvernementale.
Le plan de 1849, sous la présidence de la République de Joaquín Suárez, a créé quatre facultés: sciences naturelles, médecine, jurisprudence et théologie.

## Facultés
- Faculté d'agronomie
- Faculté d'architecture
- Faculté des arts
- Faculté de chimie

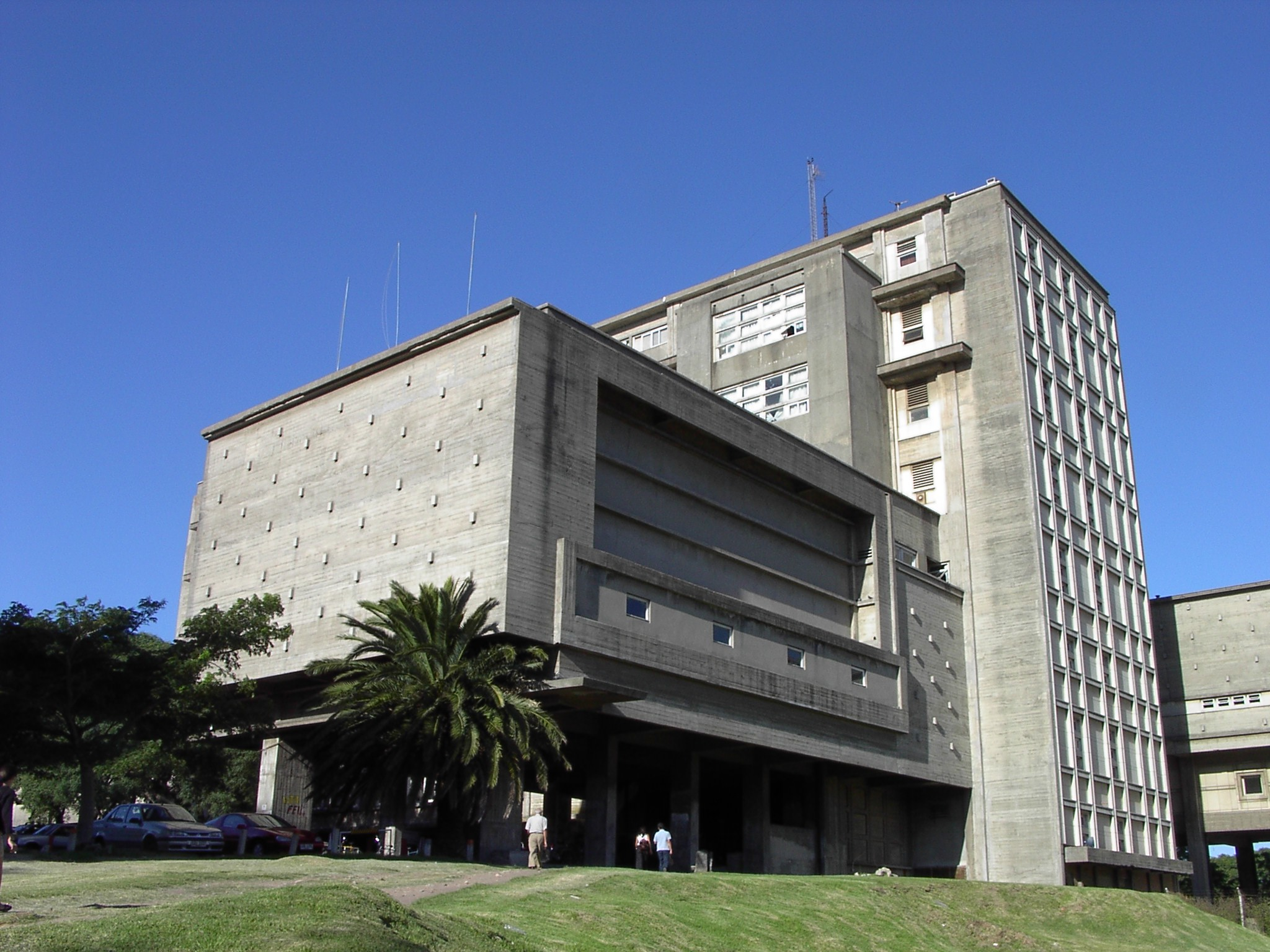
Faculté d'ingénierie.

- Faculté des sciences économiques et d'administration
- Faculté d'ingénierie
- Faculté des lettres et des sciences de l'éducation
- Faculté de droit
- Faculté de médecine
- Faculté des sciences infirmières
- Faculté d'odontologie
- Faculté de psychologie
- Faculté des sciences
- Faculté des sciences sociales
- Faculté de médecine vétérinaire

## Personnalités liées à l'université

### Professeurs
- Erna Frins (née en 1960), professeur de physique.
- Blanca París de Oddone (1925-2008), professeur d'histoire.

### Étudiants célèbres
- Estela Medina (1932-), grande dame du théâtre uruguayen[1];
- Numa Turcatti (1947-1972), l'une des victimes de la catastrophe du Vol Fuerza Aérea Uruguaya 571;
- Eneida de León (1943-), architecte et femme politique;
- Sebastián Beltrame (1973-), personnalité de télévision, spécialiste des voyages.